# 卡波尔恰诺
卡波尔恰诺（義大利語：Caporciano），是意大利阿奎拉省的一个市镇。总面积18.28平方公里，人口237人，人口密度13.0人/平方公里（2009年）。ISTAT代码为066022。